# 中華民國電視學會
中華民國電視學會（英語：The Association of Terrestrial Television Networks, Taiwan, R.O.C.），簡稱電視學會、ATTNT，是臺灣電視史上的老三台（台視、中視、華視）共同創辦的無線電視業界團體，成立於1970年3月16日，宗旨為“研究電視學術，培養電視人才，改進電視技術，發展電視事業”。

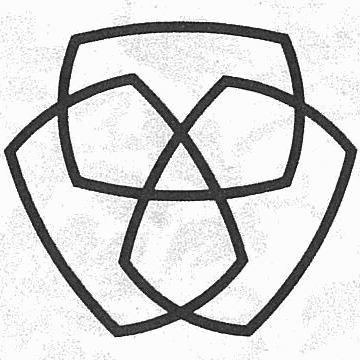
中華民國電視學會第一代會徽

## 提要
中華民國電視學會會員分為團體會員與個人會員，團體會員為臺灣各家無線電視臺（台視、中視、華視、民視、公視），各家無線電視臺輪流擔任「輪值臺」，個人會員均為臺灣無線電視從業人員。中華民國電視學會由臺灣各家無線電視臺總經理擔任常務理事及輪流擔任理事長，中華民國電視學會總部隨之輪流設於臺灣各家無線電視臺總部，所以中華民國電視學會可說是臺灣無線電視事業的同業公會。中華民國電視學會在理事會下設秘書處及「工程研究發展委員會」，處理日常業務；另設「業務委員會」、「法務委員會」、「新聞委員會」、「節目委員會」與「著作權委員會」，處理臺灣各家無線電視臺相關業務。
自1976年起，中華民國電視學會每兩年出版一本《中華民國電視年鑑》（自第十輯起改名為《中華民國無線電視年鑑》），是臺灣無線電視史的重要史料。從《中華民國電視年鑑第一輯》至《中華民國無線電視年鑑第十三輯》，封底都是印中華民國電視學會第一代會徽——三個映像管電視機螢幕形狀組成的倒立正三角形；《中華民國無線電視年鑑第十四輯》出版時，封底改印中華民國電視學會第二代會徽——五個長方形組成的「田」字形（其中一個長方形在正中央）。

## 大事紀要
- 1969年11月15日，「中華民國電視學會籌備委員會」成立，並舉行籌備會議以審議章程。[1]
- 1970年3月6日，中華民國電視學會成立，台視總經理周天翔為首任理事長，董彭年、李廉、周文同、張丹為常務理事，教育電視廣播電台台長劉家駿為常務監事。[1]
- 1973年8月24日，中華民國電視學會節目研究審議會通過《中華民國電視道德規範》。
- 1975年3月4日，中華民國電視學會籌編《中華民國電視年鑑第一輯》，李廉擔任編纂委員會主任委員，預定於1976年春季分為中文版及英文版發行。[2]
- 1975年4月1日，中華民國電視學會《會務通訊》創刊，另同時編印英文電視資料小冊子（Quick TV Facts）。[3]
- 1975年7月26日，中華民國電視學會決定編印《亞太電視會議通訊》（ASPAC TV Report），預定於該年底前後出版第一期。[4]
- 1976年11月30日，中華民國電視學會第三屆第一次聯席會議決議成立「節目委員會」、「工程委員會」、「廣告委員會」、「研究發展委員會」，共謀電視事業之發展。[5]
- 1983年3月4日，中華民國電視學會召開臨時會議，共同商討如何提升節目品質及整飭演藝人員風紀；會中決議：今後演藝人員若個人生活不檢，情節重大者即予解約，老三台均不聘用。
- 1983年8月23日，中華民國電視學會常務理事會決定，由老三台提出新台幣八十萬元的相對基金，鼓勵優良兒童電視節目。
- 1985年5月30日，中華民國電視學會通過老三台合作辦理國內外體育競賽轉播活動。
- 1991年9月26日，中華民國電視學會初步決定，自1992年1月1日起，老三台以雙語播出的影片必須配以主聲道發音為主的字幕。[6]
- 2000年6月1日，中華民國電視學會通過《電視節目製播自律公約》，共有十條，自即日起由台視、中視、華視、民視、公視全面實施。公約內容包括：節目製播應避免煽情、偏頗、損及當事人權益或對其親友造成傷害；對當事人之身心健康、名譽隱私等人格法益，均應尊重；節目中不得任意使用嘲弄、污蔑、歧視、誹謗、猥褻之詞語；製播刑案等社會寫實節目，血腥暴力情節應適可而止，犯罪、自殺、殘暴行為等手法及經過應避免詳細描繪等。
- 2001年12月17日，台視、中視、華視、民視受到景氣低迷及廣告被有線電視瓜分，造成廣告業績急遽萎縮，導致經營艱困，故列舉六項現行法規「不公平條款」，以中華民國電視學會名義希望行政院新聞局修正無線電視相關法規。此舉被視為台視、中視、華視、民視向有線電視展開「絕地大反撲」的第一步。
- 2007年12月，中華民國電視學會主張，由於國家通訊傳播委員會核定中華電信MOD為適用《電信法》規定之多媒體內容傳輸平台服務，中華電信MOD不應再免費使用中華民國電視學會各會員電視台的頻道，各會員電視台應要求中華電信不得將各自的無線數位電視頻道載入中華電信MOD的免費頻道群中；中華民國電視學會同時建議各會員電視台去函中華電信以要求取消各會員電視台頻道承載，並各自與中華電信MOD之頻道商洽談版權授權事宜。[7]
- 2008年2月29日，中華民國電視學會致函內政部、經濟部、國家通訊傳播委員會，建請修改過時法規，將廣播電視業二分為廣播業與電視業；內政部則去函國家通訊傳播委員會稱，此案為該會管轄，請其惠示，俾憑辦理。2008年3月18日，國家通訊傳播委員會函覆內政部稱，該會同意《商業團體分業標準》之團體業別「廣播電視商業」修正為「廣播商業」及「電視商業」；內政部以正本致函經濟部及以副本致函中華民國電視學會稱，國家通訊傳播委員會同意修正。[8]
- 2009年1月22日，中華民國電視學會致函國家通訊傳播委員會，建請該會修訂廣播電視廣告審查及播出之相關規定，統一電視及電影廣告審查及播出標準；2009年3月17日，國家通訊傳播委員會函覆中華民國電視學會稱，已著手研議調整無線電視廣告管制密度標準及「全面免事前送審」之可行性。[8]
- 2010年4月1日，中華民國電視學會發表聲明，主張不宜以法律強制規範無線電視台與「供公眾收視、聽之播送平台」的必載關係，而應以相互協商方式解決，所以反對《有線廣播電視法》修法增列必載關係。[9]2010年4月2日，國家通訊傳播委員會公布《有線廣播電視法》修正草案，草案規定系統業者必載民營無線電視台指定的1個頻道的節目和廣告，雙方並應就授權條件進行協商，不得以授權條件未完成協商為由拒絕轉播，但僅限於類比電視；中華民國電視學會秘書長白詩禮表示，授權協商的條文符合各會員電視台期待，各會員電視台將以協商解決上架方式及費用等問題。[10]
- 2014年3月26日，中華民國電視學會新聞自律委員會與中華民國衛星廣播電視事業商業同業公會（STBA）新聞自律委員會發布聯合聲明，譴責太陽花學運期間，不明飆仔「攜械言詞恐嚇，甚至肢體衝撞」新聞工作者，以及部分學生與民眾「向特定媒體同業橫加羞辱」[11]。

## 現行組織架構
中華民國電視學會2013年現行組織架構：
- 會員代表大會
  - 理事會
    - 理事長
      - 秘書長
        - 秘書處
        - 工程研究發展委員會
        - 業務委員會
        - 法務委員會
        - 新聞委員會
        - 節目委員會
        - 著作權委員會

  - 監事會

## 外部連結
- 中華民國電視學會 （页面存档备份，存于）